# Aga Khan I
Aga Khan I egentligen Hasan Ali Shah, född 1804, död 1881, var en andlig ledare (imam) för de shiamuslimska Nizari-ismailiterna. Han var farfar till Aga Khan III.
Aga Khan I gjorde anspråk på att härstamma från de egyptiska fatimidkaliferna, liksom från profeten Muhammeds svärson Ali. Han styrde den persiska provinsen Kerman. Fath Ali Schah förlänade honom titeln Aga Khan (överbefälhavare). Efter att ha gjort uppror 1838 tvingade han att fly till Indien. Under Första afghankriget 1839–42 stödde han britterna, liksom vid erövringen av Sindh 1842–43. 